# Chromosomenbruchsyndrom
Chromosomenbruchsyndrome (auch Chromosomen-Instabilitätssyndrome) sind Erkrankungen, die sich durch erhöhte Brüchigkeit der Chromosomen und vermindertes Wachstum in vitro zeigen. Sie werden einfach autosomal oder gonosomal rezessiv vererbt.
Durch die erhöhte Brüchigkeit ist die Gefahr der Entstehung von malignen Tumoren erhöht. Sie sind empfindlicher gegenüber schädigenden Einflüssen wie beispielsweise ionisierender Strahlung.
Zu den Erkrankungen gehören:
- Fanconi-Anämie
- Louis-Bar-Syndrom (auch Ataxia teleangiectatica)
- Werner-Syndrom
- Nijmegen-Breakage-Syndrom
- Bloom-Syndrom
- Xeroderma pigmentosum[2]